# Canton de Pessac
Pour les articles homonymes, voir Canton de Pessac (homonymie).
Le canton de Pessac est une ancienne division administrative française située dans le département de la Gironde, de 1790 à 1982.

## Historique
Le canton de Pessac est l'un des cantons de la Gironde créés en 1790, en même temps que les autres cantons français. Il a d'abord été rattaché au district de Bordeaux jusqu'en 1795, date de suppression des districts, avant de faire partie en 1801 de l'arrondissement de Bordeaux.
De 1833 à 1848, les cantons de Pessac et de La Brède avaient le même conseiller général. Le nombre de conseillers généraux était limité à 30 par département.
En 1982, il est scindé en deux cantons : Pessac-1 et Pessac-2,.

## Géographie
Ce canton était organisé autour de Pessac dans l'arrondissement de Bordeaux.

## Administration

### Conseillers généraux de 1833 à 1982
| Période | Période      | Identité                    | Étiquette    | Qualité |
| ------- | ------------ | --------------------------- | ------------ | --- |
| 1833    | 1847 (décès) | Charles Aimé Roullet        |              | Premier Président de la Cour royale de Bordeaux                                                                                            |
| 1848    | 1864         | Louis Marcotte de Quivières |              | Ancien sous-préfet de Bazas Agent de change à Paris Propriétaire viticole à Pessac Maire de Mérignac                                       |
| 1864    | 1870         | Charles Mirieu de Labarre   | Bonapartiste | Avocat Maire de Villenave-d'Ornon (1860-?), conseiller d'arrondissement                                                                    |
| 1871    | 1886         | Firmin Clouzet              | Républicain  | Propriétaire à Bordeaux Maire de Pessac (1870-1878)                                                                                        |
| 1886    | 1904         | Henri Ranié                 | Républicain  | Négociant à Bordeaux Propriétaire du château de Campagnac                                                                                  |
| 1904    | 1928         | Adrien Ducourt              | Républicain  | Propriétaire à Pessac |
| 1928    | 1940         | Joseph-Benjamin Saufrignon  | RG           | Maire de Mérignac (1925-1944) Nommé conseiller départemental en 1943                                                                       |
|         |              |                             |              | |
| 1945    | 1951         | Robert Brettes              | SFIO         | Horticulteur, ancien conseiller d'arrondissement Maire de Mérignac (1945-1974) Sénateur (1946-1959) Élu en 1957 dans le canton de Mérignac |
| 1951    | 1964         | Alphonse Lafont             | Rad.         | Industriel Maire de Cestas (1935-1972) |
| 1964    | 1976         | Jean-Claude Dalbos          | UNR puis UDR | Médecin Député (1958-1962) Maire de Pessac (1959-1977) Élu en 1982 dans le canton de Pessac-1                                              |
| 1976    | 1982         | Alain Sautereau (1947-2006) | PS           | |

### Conseillers d'arrondissement (de 1833 à 1940)
| Période                                  | Période      | Identité                            | Étiquette   | Qualité |
| ---------------------------------------- | ------------ | ----------------------------------- | ----------- | --- |
| 1833                                     | 1836         | M. de Léotard                       |             | Juge de paix                                                                                                |
|                                          |              |                                     |             | |
| 1848                                     | 1864         | Charles Mirieu de Labarre           |             | Avocat, propriétaire à Villenave-d'Ornon (nommé maire en 1860)                                              |
|                                          |              |                                     |             | |
| 1871                                     | 1878 (décès) | Jean-Eugène Maitreau                | Républicain | Propriétaire, maire (révoqué) de Mérignac                                                                   |
| 1883                                     | 1898 (décès) | Raoul Léonard Guillemot (1834-1898) | Républicain | Propriétaire, professeur d'agriculture, maire de Villenave-d'Ornon                                          |
| 1898                                     | 1925 (décès) | Jean Lemoine (1849-1925)            | Républicain | Propriétaire, maire de Pessac                                                                               |
| 1925                                     | 1937         | Charles Gondouin                    | RG          | Maire de Gradignan                                                                                          |
| 1937                                     | 1940         | Robert Brettes                      | SFIO        | Horticulteur à Mérignac                                                                                     |
| 1940                                     |              |                                     |             | Les conseils d'arrondissement ont été suspendus par la loi du 12 octobre 1940 et n'ont jamais été réactivés |
| Les données manquantes sont à compléter. |              |                                     |             | |

Sources : journal "La Gironde" sur le site Retronews.
https://gallica.bnf.fr/ark:/12148/cb32782567n/date